# 相基
49°1′20″N 22°54′14″E / 49.02222°N 22.90389°E

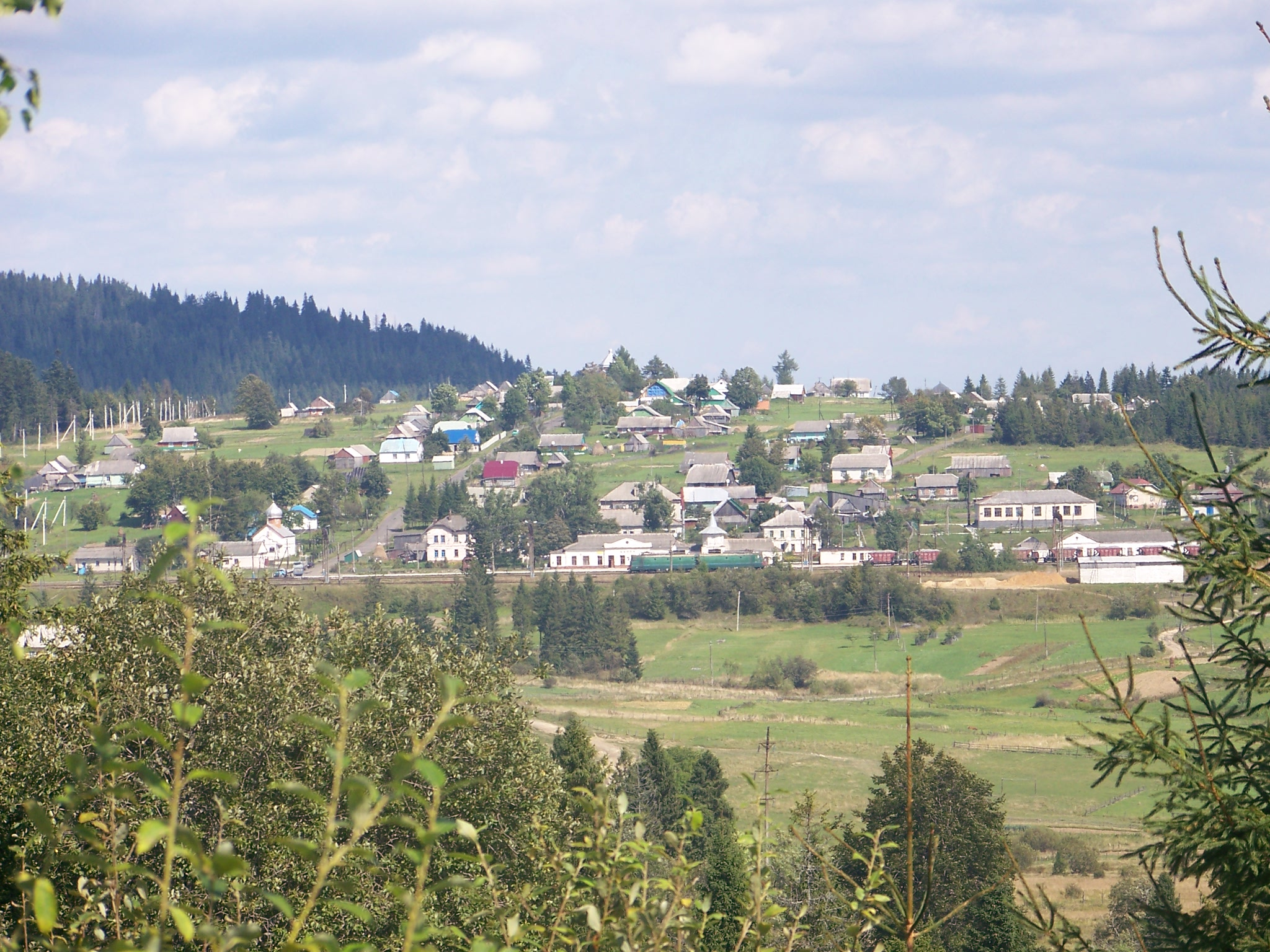

相基（烏克蘭語：Сянки），是烏克蘭西部的村莊，隸屬利維夫州的桑比爾區。該村處於桑河畔，始建於1586年，面積0.7平方公里，海拔高度834米，2001年人口580。